# Flower Tucci
Flower Tucci  (Burbank, Kalifornia, 1978. január 2. –) amerikai pornószínésznő.
2006-ban AVN Award díjban részesült a Best Specialty Release – Squirting for Flower’s Squirt Shower 2 című filmben nyújtott teljesítményéért.

## Válogatott filmográfia
| - The Fantasstic Whores 3 (2007) (V) - The Greatest Squirters Ever! 2 (2007) (V) - Squirt Facials (2007) (V) - Squirt in My Gape 2 (2007) (V) - Work It, Work It, Get It, Get It (2007) (V) - Anal Addicts 24 (2006) (V) - Big Booty White Girls 4 (2006) (V) - Party Girl 1 (2006) (V) - Fuck My White Ass 2 (2006) (V) - 'T' for Tushy (2006) (V) - Savanna's Secret (2006) (V) - A List (2006) (V) | - Squirt Hunter Vol. 1 (2006) (V) - Assault That Ass 8 (2006) (V) - All Star Party Poopers (2006) (V) - The American Dream (2006) (V) - Anal Expedition 10 (2006) (V) - Apple Bottomz 3 (2006) (V) - Apprentass 5 (2006) (V) - Ass 2 Mouth 4 (2006) (V) - Ass for Days (2006) (V) - Asshunt (2006) (V) - Asswhole 3 (2006) (V) - Barefoot Confidential 41 (2006) (V) |